# Resterheide
Resterheide is een natuurgebied ten zuidoosten van Hechtel in de Belgische provincie Limburg. Het is ongeveer 170 ha groot. Het maakt onderdeel uit van de reservaten Vallei van de Zwarte Beek en Bosland. Sinds 2023 maakt het gebied deel uit van Nationaal Park Bosland.
Het gebied werd sinds einde 19e eeuw beplant met voornamelijk naaldhout (grove den en Corsicaanse den). Doel hiervan was om het stuifzand vast te houden en om mijnhout te leveren. In 1907 werd er een proefbos aangelegd om de kwaliteiten van de verschillende naaldhoutsoorten met elkaar te vergelijken. Dit is uitgegroeid tot het huidige arboretum, wat zich in het noordoosten van het gebied bevindt. Slecht een klein heiderestant is nog aanwezig.
De Resterheide bevindt zich op de waterscheiding tussen het stroomgebied van de Maas en het stroomgebied van de Schelde. Hier loopt de Bolisserbeek in noordelijke richting via de Dommel naar de Maas, terwijl de Zwarte Beek hier ontspringt en van hier uit in westelijke richting naar de Schelde loopt. De Bolisserbeek vormt de grens tussen de gemeenten Hechtel-Eksel en Peer.
In de Bolisserbeek bevinden zich de Begijnenvijvers, oorspronkelijk als viskweekvijvers aangelegd door de zusters van het Agnetenklooster in Peer, en tegenwoordig bestaande uit een hengelsportvijver met paviljoen, een viskweekvijver en een meer natuurlijke vijver, de Schuylenswijer.
In het gebied zijn een zestal wandelroutes uitgezet, waaronder een bosleerpad.